# Pairsschub
Ein Pairsschub war ein Instrument in konstitutionellen Monarchien, die Mehrheitsverhältnisse im Parlament zugunsten der Regierung zu beeinflussen, indem eine größere Zahl von neuen Mitgliedern der ersten Kammer (Pairs) durch den Monarchen ernannt, also nachgeschoben wurde.

## Hintergrund
Im 19. Jahrhundert entstanden in einer Vielzahl von Ländern Parlamente mit zwei Kammern. Während die Zweite Kammer der Repräsentanz der Bevölkerung diente, hatten in der Ersten Kammer (z. B. dem preußischen Herrenhaus oder dem britischen House of Lords) typischerweise die Vertreter des Adels ihren Sitz. Dies waren zum einen diejenigen Adligen, die ihr Mandat erblich aufgrund ihres Ranges erhalten hatten. In Deutschland waren das vielfach die Standesherren, die Oberhäupter der mediatisierten, früher reichsunmittelbaren Familien. Diese hatten im Rahmen des Reichsdeputationshauptschlusses ihre Souveränität verloren und sollten so politisch entschädigt werden. Daneben behielten sich die Monarchen vor, weitere Mitglieder der ersten Kammer zu ernennen.
Damit bestand die Möglichkeit für den Monarchen, die Mehrheitsverhältnisse im Parlament durch die Ernennung von neuen Pairs zu verändern (oder damit zu drohen).

## Monarchien im Deutschen Bund
Insbesondere infolge der französischen Julirevolution griffen mehrere deutsche Monarchen zum Instrument des Pairsschubs, um Mehrheiten sicherzustellen. So wurde im Herzogtum Nassau per Edikt vom 29. Oktober 1831 die Ernennung weiterer Mitglieder der Herrenbank angeordnet. So erreichte der Herzog eine Mehrheit in den Ständen.
Ein bekanntes Beispiel für einen Pairsschub war der Konflikt um die neue preußische Kreisordnung 1872. Um eine Mehrheit für dieses Gesetz zu sichern, ernannte der preußische König Wilhelm eine Reihe von neuen Pairs. Im Preußischen Herrenhaus stieg der Anteil der ernannten Mitglieder, der vor dem ersten Preußischen Pairsschub im September 1860 nur 11 % betrug, bis 1914 auf knapp 30 %.

## Frankreich
Am 9. März 1819 ernannte König Ludwig XVIII. in einem Pairsschub sechzig neue Pairs, um eine Mehrheit in der Chambre des Pairs für die Reformen Herzog Élies zu sichern.

## Vereinigtes Königreich
Auch im Vereinigten Königreich können Pairs (englisch Peers) nur durch den Monarchen ernannt werden. Im (nicht-kodifizierten) britischen Verfassungs-Gewohnheitsrecht kann der Premierminister dem Monarchen die Ernennung neuer Pairs empfehlen; gemäß Verfassungskonvention ist der Monarch verpflichtet, dem Vorschlag zu folgen und spätestens nach Unterhaus-Neuwahlen die Ernennung vorzunehmen, wodurch die Ernannten zu Mitgliedern des House of Lords (Oberhaus) werden. 
In der Praxis ist ein Pairsschub daher in Großbritannien keine Möglichkeit für den Monarchen, die Mehrheitsverhältnisse im Parlament zu verändern, sondern des Unterhauses, den Widerstand des Adels gegen ein Gesetzgebungsprojekt zu überwinden. So wurde beispielsweise in den Jahren 1831/32 das Oberhaus durch Drohung mit einem Pairsschub (und nach Neuwahl des House of Commons, welches die liberale Unterhaus-Mehrheit bestätigte) zur Zustimmung zum Reform Act veranlasst. 
Ebenso setzte das Unterhaus den Parliament Act 1911 durch. Da seit diesem Gesetz das Unterhaus Gesetze notfalls auch ohne Zustimmung des House of Lords erlassen kann, letzteres mithin kein Vetorecht gegen Gesetzgebungsvorhaben mehr besitzt, kommen Pairsschub-Drohungen mittlerweile in der britischen Politik nicht mehr vor. Das Oberhaus kann aber Gesetzgebungsprojekte weiterhin zumindest verzögern. Daher wurde noch 2019 in der politischen Debatte um den Brexit (dem die meisten Mitglieder des House of Lords ablehnend gegenüberstanden) die Frage diskutiert, ob die Regierung durch einen Pairsschub eine Mehrheit in dieser Kammer erzeugen könnte.

## Kanada
In Kanada, dessen Verfassung nach dem britischen Vorbild gestaltet wurde (sog. Westminster-System), existiert als Gegenstück zum britischen Oberhaus der Senat von Kanada. Seine Mitglieder werden vom Generalgouverneur auf Vorschlag des Premierministers ernannt, wobei ein regionaler Proporz beachtet wird. Darüber hinaus gestattet es die Verfassung dem Premierminister, außer der Reihe bis zu acht zusätzliche Senatoren zu nominieren. Dieser Vorgang, der einem Pairsschub in Großbritannien vergleichbar ist, wurde 1990 durch Premierminister Brian Mulroney genutzt, um ein umstrittenes Umsatzsteuergesetz durchzusetzen.